# Caloptilia dicksoni
Caloptilia dicksoni är en fjärilsart som beskrevs av Lajos Vári 1961. Caloptilia dicksoni ingår i släktet Caloptilia och familjen styltmalar. Inga underarter finns listade i Catalogue of Life.